# Vidjajevo
Vidjajevo (russisk: Видяево) er en lukket by på 6.800 indbyggere (2002), beliggende ved floden Uritsa på Kolahalvøen i Murmansk oblast, det nordvestlige Rusland, ca. 30 km nordvest for Murmansk og 80 km øst for den norske grænse. Vidjajevo var oprindeligt navngivet Uritsa efter floden, men blev den 6. juli 1964 omdøbt til dens nuværende navn Vidjajevo efter den anden verdenskrig ubådskaptajn Fjodor Vidjajev. Vidjajevo er kendt som værende hjemhavn for den forulykkede ubåd Kursk.
Vidjajevo servicerer to flådehavne, en i Arabugten og en anden i Urabugten. Vidjajevo selv ligger på østsiden af Urabugten. I starten af 1960'erne begyndte flådebaserne at servicere dieseldrevne ubåde og i 1979 også atomdrevne ubåde. I 1980'erne var flådebasen ved Urabugten vokset sig forholdsvis stor med flere forskellige generationer af ubåde. I dag fortsætter basen med at have ubåde af Akula, Sierra og Oscar II-klasserne.
Radioaktivt affald opbevares også på basen i Arabugten.